# Заводы (Псковская область)
Заводы — деревня в Опочецком районе Псковской области России. Входит в состав Варыгинской волости.
Расположена в 7 км к северо-западу от центра города Опочка и в 1 км к северу от деревни Большие Рогатки.
Численность населения по оценке на конец 2000 года составляла 13 жителей, на 2012 год — 10 жителей.